# 拉斐樂·阿里歐緹
拉斐樂·阿里歐緹（Raffaella Aleotti；1570年9月22日—1640年），原名為維多利亞·阿里歐緹（Vittoria Aleotti），義大利修女、作曲家及管風琴演奏家。
維多利亞是建築師喬凡尼·巴蒂斯塔·阿里歐緹與朱莉亞的女兒。維多利亞從小展現出音樂的才華，6歲時，有人建議送維多利亞進入以音樂聞名的聖維托修道院學習音樂，她14歲時選擇進入修道院奉獻生命，並改名為拉斐樂。